# فهرست آثار ملی شهرستان کوهدشت
شهرستان کوهدشت از شهرستان‌های غرب ایران است که در استان لرستان قرار گرفته و مرکز آن شهر کوهدشت است، این منطقه آب و هوایی معتدل و کوهستانی دارد. مردم کوهدشت از قوم لک هستند. این شهرستان با جمعیت ۱۶۶٬۶۵۸ نفر، چهارمین شهرستان بزرگ استان لرستان پس از خرم‌آباد، بروجرد و دورود است.

## آثار ثبت‌شده
| ردیف | نام اثر                         | نگاره          | دیرینگی                                              | موقعیت                                                                                | شمارهٔ ثبت | تاریخ ثبت  | منبع  |
| ---- | ------------------------------- | -------------- | ---------------------------------------------------- | ------------------------------------------------------------------------------------- | --------- | ---------- | ----- |
| ۱    | تپه‌های طرهان                    | بارگذاری تصویر | ساسانی                                               | بخش طرهان، دره سمیره                                                                  | ۷         | ۱۳۱۰/۰۶/۲۴ | [ ۳ ] |
| ۲    | شهرپیت بوناکی آشوریها           | بارگذاری تصویر | ایلامی                                               | ؟                                                                                     | ۲۹        | ۱۳۱۰/۰۶/۲۴ | [ ۴ ] |
| ۳    | بقایای کاخ ساسانی (کوهدشت)      |                | ساسانی                                               | ۱۱۰ کیلومتری جاده آسفالته خرم‌آباد                                                     | ۸۹۹       | ۱۳۴۹/۰۴/۳۰ |       |
| ۴    | پل سی پله                       |                | اسلامی                                               | بخش طرهان، نزدیک روستای گراوند                                                        | ۳۵۱۱      | ۱۳۷۹/۱۲/۲۵ |       |
| ۵    | قلعه کهزاد                      |                | اشکانی (پارت)                                        | بخش رومشکان، روستای قاطرچی                                                            | ۳۷۶۰      | ۱۳۸۰/۰۲/۱۸ |       |
| ۶    | تنگ دره گراز                    |                | اسلامی                                               | شمال روستای دره گراز                                                                  | ۳۹۵۴      | ۱۳۸۰/۰۷/۱۰ |       |
| ۷    | گنبد عالی گیژان/ عالی گیژو      |                | اسلامی                                               |                                                                                       | ۳۹۹۹      | ۱۳۸۰/۰۷/۱۰ |       |
| ۸    | آرامگاه داود رشید               |                | اسلامی                                               | ۱۰ کیلومتری شمال غربی کوهدشت                                                          | ۴۰۸۵      | ۱۳۸۰/۰۷/۱۰ |       |
| ۹    | قلعه توه خشکه                   |                | تاریخی                                               | کوهدشت، بخش رومشکان، دهستان رومشکان شرقی، دو کیلومتری روستای توه خشکه                 | ۷۹۶۲      | ۱۳۸۱/۱۲/۱۷ |       |
| ۱۰   | تپه بردگلوامار                  |                | پیش از تاریخ ـ تاریخی                                | کوهدشت، بخش مرکزی، دهستان کوهدشت جنوبی، روستای امار                                   | ۷۹۶۳      | ۱۳۸۱/۱۲/۱۷ |       |
| ۱۱   | تپه گورستان دالاب               |                | برنز (مفرغ)                                          | بخش مرکزی، دهستان کوهدشت شمالی، روستای دالاب بالا                                     | ۷۹۶۴      | ۱۳۸۱/۱۲/۱۷ |       |
| ۱۲   | تپه دم دره بلوران               |                | تاریخی                                               | بخش مرکزی کوهدشت دهستان گل گل، ۵ کیلومتری شرق روستای بلوران                           | ۷۹۶۵      | ۱۳۸۱/۱۲/۱۷ |       |
| ۱۳   | تپه گل زرد                      |                | برنز (مفرغ)                                          | کوهدشت، بخش مرکزی کوهدشت، روستای گل زرد پائین                                         | ۷۹۶۶      | ۱۳۸۱/۱۲/۱۷ |       |
| ۱۴   | تپه کمیر مالمیر                 |                | پیش از تاریخ تا اسلامی                               | بخش مرکزی، دهستان گل گل، روستای کمیرمالمیر                                            | ۱۱۲۳۰     | ۱۳۸۳/۰۹/۰۷ |       |
| ۱۵   | تپه چیا زینل یک و ۲             |                | تاریخی ـ اسلامی                                      | بخش رومشکان، دهستان رومشکان غربی، روستای عالی آباد نظر علیوند                         | ۱۱۲۳۱     | ۱۳۸۳/۰۹/۰۷ |       |
| ۱۶   | نقوش صخره‌ای هومیان              |                | پیش از تاریخ                                         | بخش مرکزی، دهستان کوهدشت شمالی، یک کیلومتری شمال شرق روستای سراب هومیان               | ۱۴۳۰۰     | ۱۳۸۴/۱۱/۰۹ |       |
| ۱۷   | میل گچی سیدصفر بگ               |                | صفوی تا قاجاری                                       | بخش کونانی، دهستان کونانی، روستای خسروآباد                                            | ۱۴۴۹۱     | ۱۳۸۴/۱۲/۱۶ |       |
| ۱۸   | تپه عالی شه                     |                | پیش از تاریخ تا اسلامی                               | بخش کونانی، دهستان کونانی، ۱/۵ کیلومتری شمال جاده روستای خسروآباد به کت کن            | ۱۵۲۰۰     | ۱۳۸۴/۱۲/۲۴ |       |
| ۱۹   | تپه چیا بل(چغابل)               |                | تاریخی ـ اسلامی                                      | بخش کونانی، دهستان کونانی، ۴۰۰ م شمال روستای بساط بگی                                 | ۱۵۲۰۱     | ۱۳۸۴/۱۲/۲۴ |       |
| ۲۰   | تپه برز کل والی                 |                | تاریخی                                               | بخش کونانی، دهستان کونانی، ۵۰۰ م جنوب روستای خسروآباد                                 | ۱۵۲۰۲     | ۱۳۸۴/۱۲/۲۴ |       |
| ۲۱   | تپه دول زرده                    |                | تاریخی                                               | بخش کونانی، دهستان زیر تنگ، ۳۰۰ م جنوب غرب روستای متروکه دول زرده                     | ۱۵۲۰۳     | ۱۳۸۴/۱۲/۲۴ |       |
| ۲۲   | تپه برز بل                      |                | پیش از تاریخ ـ تاریخی                                | بخش کونانی، دهستان زیر تنگ، ۲۵۰ م شمال شرقی روستای ده برادر                           | ۱۵۲۰۴     | ۱۳۸۴/۱۲/۲۴ |       |
| ۲۳   | محوطه چم خزینه                  |                | تاریخی                                               | بخش کونانی، دهستان کونانی، ۳۰۰ م شمال روستای پشم                                      | ۱۵۲۰۵     | ۱۳۸۴/۱۲/۲۴ |       |
| ۲۴   | قلعه گوری رماوند                |                | تاریخی                                               | بخش کونانی، دهستان زیر تنگ، ۱۳۰۰ م غرب روستای رماوند بساط بگی                         | ۱۵۲۰۶     | ۱۳۸۴/۱۲/۲۴ |       |
| ۲۵   | قلعه سیرم شاه                   |                | تاریخی                                               | بخش کونانی، دهستان زیر تنگ، ۸۰۰ م شمال غربی روستای رماوند بساط بگی                    | ۱۵۲۰۷     | ۱۳۸۴/۱۲/۲۴ |       |
| ۲۶   | تپه چیا سبز رماوند              |                | تاریخی                                               | بخش کونانی، دهستان زیر تنگ، ۲/۲ کیلومتری غرب روستای رماوندبساط بگی                    | ۱۵۲۰۸     | ۱۳۸۴/۱۲/۲۴ |       |
| ۲۷   | محوطه چیا پهن                   |                | پیش از تاریخ ـ تاریخی                                | بخش کونانی، دهستان کونانی، ۵۰۰ م جاده آسفالته روستای بساط بگی به زیر تنگ              | ۱۵۲۰۹     | ۱۳۸۴/۱۲/۲۴ |       |
| ۲۸   | محوطه شاه محمد                  |                | تاریخی                                               | بخش کونانی، دهستان کونانی، روستای خسروآباد، بخش شرقی تنگه خسروآباد                    | ۱۵۲۱۰     | ۱۳۸۴/۱۲/۲۴ |       |
| ۲۹   | چیا کیلک تمرخان                 |                | پیش از تاریخ ـ تاریخی                                | بخش کونانی، دهستان زیر تنگ، ۵۰۰ م شمال روستای تمر خان                                 | ۱۵۲۱۱     | ۱۳۸۴/۱۲/۲۴ |       |
| ۳۰   | تپه ده ور زیر تنگ سیاب          |                | تاریخی                                               | بخش کونانی، دهستان زیر تنگ، ۳۰۰ م روستای ده برادر زیر تنگ سیاب                        | ۱۵۲۱۲     | ۱۳۸۴/۱۲/۲۴ |       |
| ۳۱   | قلعه چاه گوری                   |                | تاریخی                                               | بخش کونانی، دهستان زیر تنگ، ۵۰۰ م غرب روستای کله چاه شوره                             | ۱۵۲۱۳     | ۱۳۸۴/۱۲/۲۴ |       |
| ۳۲   | تپه ده ور بابا گرد علی          |                | تاریخی ـ اسلامی                                      | بخش کونانی، دهستان کونانی، حدود ۱۵۰ م شمال غرب روستای باباگرد علی                     | ۱۵۲۱۴     | ۱۳۸۴/۱۲/۲۴ |       |
| ۳۳   | تپه پای قلا                     |                | پیش از تاریخ ـ تاریخی                                | بخش کونانی، دهستان زیر تنگ، ۵۰۰ م جنوب روستای گری شوره (اسلام‌آباد)                    | ۱۵۲۱۵     | ۱۳۸۴/۱۲/۲۴ |       |
| ۳۴   | مجموعه بابا سلام                |                | تاریخی ـ اسلامی                                      | بخش کونانی، دهستان کونانی، یک کیلومتری جنوب غرب روستای خسروآباد                       | ۱۵۲۱۶     | ۱۳۸۴/۱۲/۲۴ |       |
| ۳۵   | تپه چال زر                      |                | تاریخی ـ قرون ۴ تا ۶ اسلامی                          | ۵۰۰ م شمال بخش کونانی                                                                 | ۱۵۷۸۹     | ۱۳۸۵/۰۵/۰۸ |       |
| ۳۶   | تپه مله قلا وزکور               |                | کالکولتیک ـ اشکانی                                   | بخش کونانی، دهستان زیر تنگ، ۱/۳ کیلومتری شرق روستای وزکور                             | ۱۵۷۹۰     | ۱۳۸۵/۰۵/۰۸ |       |
| ۳۷   | تپه چیا خنجر ۱                  |                | پارت ـ ساسانی                                        | شهر کونانی، جنوب پاسگاه انتظامی و باغ شیخ علی منصوری                                  | ۱۵۷۹۱     | ۱۳۸۵/۰۵/۰۸ |       |
| ۳۸   | تپه متی خانی                    |                | مفرغ ـ پارت ـ ساسانی                                 | بخش کونانی، دهستان کونانی، ۱/۳ کیلومتری غرب روستای باباگرد علی                        | ۱۵۷۹۲     | ۱۳۸۵/۰۵/۰۸ |       |
| ۳۹   | تپه چپا مرگ علی                 |                | پارت                                                 | شهر کونانی، روبروی جهاد کشاورزی                                                       | ۱۵۷۹۳     | ۱۳۸۵/۰۵/۰۸ |       |
| ۴۰   | بقایای قلعه فاضل                |                | آهن III ـ پارت ـ ساسانی                              | بخش کونانی، دهستان کونانی، حدود۸۵۰متری جنوب شرقی روستای حیدرخانی                      | ۱۵۷۹۴     | ۱۳۸۵/۰۵/۰۸ |       |
| ۴۱   | تپه شوراب                       |                | اشکانی ـ قرون اولیه اسلامی                           | بخش کونانی، دهستان کونانی، ۴۰۰متری شمال شرقی روستای پشم                               | ۱۵۷۹۵     | ۱۳۸۵/۰۵/۰۸ |       |
| ۴۲   | محوطه لان بان ۲                 |                | پارت ـ ساسانی                                        | بخش کونانی، دهستان کونانی، ۲/۱ کیلومتری جاده شنی روستای خسروآباد به کت کن             | ۱۵۷۹۶     | ۱۳۸۵/۰۵/۰۸ |       |
| ۴۳   | تپه چیاگوری سه دی               |                | تاریخی تا قرون میانه اسلامی                          | بخش کونانی، دهستان کونانی، یک کیلومتری شمال غرب روستای با با گرد علی                  | ۱۵۸۰۲     | ۱۳۸۵/۰۵/۰۸ |       |
| ۴۴   | تپه چه قاسی                     |                | تاریخی تا قرون میانه اسلامی                          | بخش کونانی، دهستان زیرتنگ، روستای چه قاسی                                             | ۱۵۸۰۳     | ۱۳۸۵/۰۵/۰۸ |       |
| ۴۵   | تپه چاه زلینه                   |                | اشکانی ـ ساسانی                                      | بخش کونانی، دهستان زیرتنگ، ۱/۷۵ کیلومتری جاده روستای کله حاشوره به چه قاسی            | ۱۵۸۰۴     | ۱۳۸۵/۰۵/۰۸ |       |
| ۴۶   | تپه چیا گچینه                   |                | اشکانی ـ ساسانی                                      | غرب شهر کونانی، ۷۰ م شمال سوله ورزشی                                                  | ۱۵۸۰۵     | ۱۳۸۵/۰۵/۰۸ |       |
| ۴۷   | تپه دره هویل                    |                | اشکانی ـ ساسانی                                      | بخش کونانی، دهستان زیر تنگ، حدود ۵ کیلومتری غرب روستای آب باریکی، جنوب تنگه دره هویل  | ۱۵۸۰۶     | ۱۳۸۵/۰۵/۰۸ |       |
| ۴۸   | تپه صفربگ                       |                | اشکانی ـ ساسانی                                      | بخش کونانی، دهستان کونانی، ۳۰۰ م غرب روستای خسروآباد                                  | ۱۵۸۰۷     | ۱۳۸۵/۰۵/۰۸ |       |
| ۴۹   | تپه خیاران                      |                | پیش از تاریخ تا اسلامی                               | بخش کونانی، دهستان کونانی، روستای خیاران                                              | ۱۵۸۰۸     | ۱۳۸۵/۰۵/۰۸ |       |
| ۵۰   | تپه لان بان                     |                | اشکانی ـ ساسانی                                      | غرب بخش کونانی، دهستان کو نانی، ۲/۶ کیلومتری جاده روستای خسروآباد به روستای کت کن     | ۱۵۸۰۹     | ۱۳۸۵/۰۵/۰۸ |       |
| ۵۱   | تپه کولبندی                     |                | تاریخی تا قرون میانه اسلامی                          | بخش کونانی، دهستان زیر تنگ، ۲۰۰متری غرب روستای متروکه گولبندی                         | ۱۵۸۱۰     | ۱۳۸۵/۰۵/۰۸ |       |
| ۵۲   | تپه مافی                        |                | اشکانی ـ ساسانی                                      | شهر کونانی، شمال چاه آب لطیف حیدری                                                    | ۱۵۸۱۱     | ۱۳۸۵/۰۵/۰۸ |       |
| ۵۳   | قلعه بساط بگی                   |                | قرون ۴ تا ۶ اسلامی                                   | بخش کونانی، دهستان کونانی، جنوب روستای بساط بگی                                       | ۱۵۸۱۲     | ۱۳۸۵/۰۵/۰۸ |       |
| ۵۴   | تپه هویله                       |                | اشکانی و قرون ۶–۴ اسلامی                             | بخش کونانی، دهستان کونانی، دو کیلومتری جاده خسروآبادبه روستای کت کن                   | ۱۵۸۱۳     | ۱۳۸۵/۰۵/۰۸ |       |
| ۵۵   | تپه کله چاه شوره                |                | عصرآهن III ـ اشکانی و ساسانی                         | بخش کونانی، دهستان زیر تنگ، روستای کله چاه شوره                                       | ۱۵۸۱۴     | ۱۳۸۵/۰۵/۰۸ |       |
| ۵۶   | تپه کره کار                     |                | اشکانی ـ ساسانی و قرون ۶–۴ اسلامی                    | شهر کونانی، ۳۰۰متری غرب بخشداری کونانی                                                | ۱۵۸۱۵     | ۱۳۸۵/۰۵/۰۸ |       |
| ۵۷   | تپه چیا گوری                    |                | پیش از تاریخ ـ پارت ـ ساسانی                         | بخش کونانی، دهستان کونانی، ۵۰۰ م شمال شرق روستای باباگرد علی                          | ۱۵۸۶۶     | ۱۳۸۵/۰۵/۰۸ |       |
| ۵۸   | نقوش صخره‌ای میرملاس             |                | نوسنگی                                               | بخش مرکزی، دهستان کوهدشت شمالی، روستای میر ملاس                                       | ۱۶۰۰۰     | ۱۳۸۵/۰۶/۲۰ |       |
| ۵۹   | تپه چیا پهن                     |                | پیش از تاریخ ـ کالکولتیک ـ مفرغ                      | بخش مرکزی، دهستان کوهدشت جنوبی، روستای کره پا، آزادبخت                                | ۱۷۰۸۹     | ۱۳۸۵/۱۱/۰۸ |       |
| ۶۰   | پرستشگاه سرخدم لری              |                | مفرغ ـ تاریخی                                        | بخش مرکزی، دهستان کوهدشت جنوبی، روستای سرخدم لری                                      | ۱۷۰۹۰     | ۱۳۸۵/۱۱/۰۸ |       |
| ۶۱   | تپه چیا سرخ                     |                | تاریخی                                               | بخش مرکزی، دهستان کوهدشت جنوبی، روستای باباقلی آزادبخت                                | ۱۷۰۹۱     | ۱۳۸۵/۱۱/۰۸ |       |
| ۶۲   | تپه چغاسبز                      |                | پیش از تاریخ                                         | بخش رومشگان، دهستان رومشگان غربی، روستای چغاسبز خدانظر                                | ۱۷۰۹۳     | ۱۳۸۵/۱۱/۰۸ |       |
| ۶۳   | تپه چغابور                      |                | کالکولتیک ـ مفرغ ـ تاریخی ـ قرن ۵ تا ۷ ه‍.ق            | بخش رومشگان، دهستان رومشگان شرقی، روستای چقابور عالی آباد                             | ۱۷۰۹۸     | ۱۳۸۵/۱۱/۰۸ |       |
| ۶۴   | تپه چیا بی کسه                  |                | کالکولتیک ـ مفرغ ـ اشکانی ـ سلجوقی                   | بخش رومشگان، دهستان رومشگان شرقی، روستای چقابور                                       | ۱۷۰۹۹     | ۱۳۸۵/۱۱/۰۸ |       |
| ۶۵   | تپه درگاه بگ                    |                | تاریخی ـ قرون میانه اسلامی                           | بخش رومشگان، دهستان رومشگان شرقی، روستای چقابور عالی آباد                             | ۱۷۱۰۱     | ۱۳۸۵/۱۱/۰۸ |       |
| ۶۶   | خندق الفت                       |                | تاریخی ـ سده‌های میانی اسلامی                         | بخش رومشگان، دهستان رومشگان شرقی، روستای چقابور                                       | ۱۷۱۰۲     | ۱۳۸۵/۱۱/۰۸ |       |
| ۶۷   | تپه خنجی کشته                   |                | مفرغ ـ تاریخی ـ قرون میانی اسلامی                    | بخش کونانی، دهستان کونانی، روستای شورابه وسطی                                         | ۱۷۱۰۳     | ۱۳۸۵/۱۱/۰۸ |       |
| ۶۸   | تپه چقا پوکه                    |                | کالکولتیک ـ تاریخی ـ قرون ۵ تا ۷ ه‍.ق                  | بخش مرکزی، دهستان کوهدشت جنوبی، روستای چقا پوکه                                       | ۱۷۱۴۹     | ۱۳۸۵/۱۱/۲۳ |       |
| ۶۹   | تپه چیا بردینه                  |                | مفرغ ـ تاریخی                                        | بخش رومشگان، دهستان رومشگان غربی، روستای مراد آباد                                    | ۱۷۱۷۶     | ۱۳۸۵/۱۱/۲۳ |       |
| ۷۰   | قلعه چوکل سرخدم لری             |                | مفرغ                                                 | بخش مرکزی، دهستان کوهدشت جنوبی، ۸۰۰ م شمال روستای سرخدم لری                           | ۱۷۱۷۷     | ۱۳۸۵/۱۱/۲۳ |       |
| ۷۱   | تپه تازه‌آباد                    |                | کالکولتیک ـ مفرغ                                     | بخش مرکزی، دهستان گل گل، روستای تازه آباد                                             | ۱۷۱۷۸     | ۱۳۸۵/۱۱/۲۳ |       |
| ۷۲   | تپه برآفتاب                     |                | تاریخی ـ قرون میانی اسلامی                           | بخش رومشگان، دهستان رومشگان شرقی، روستای رومیانی                                      | ۱۷۱۷۹     | ۱۳۸۵/۱۱/۲۳ |       |
| ۷۳   | تپه گوری فرامرز میر ولی         |                | مفرغ                                                 | بخش رومشگان، دهستان رومشگان غربی، روستای شیخ‌آباد قاطر چی                              | ۱۷۱۸۰     | ۱۳۸۵/۱۱/۲۳ |       |
| ۷۴   | تپه عمولان بازوندی              |                | مفرغ ـ تاریخی ـ قرون میانی اسلامی                    | بخش رومشگان، دهستان رومشگان شرقی، روستای بازوندی                                      | ۱۷۱۸۲     | ۱۳۸۵/۱۱/۲۳ |       |
| ۷۵   | تپه چیا زرگران                  |                | کالکولتیک ـ مفرغ ـ تاریخی                            | بخش مرکزی، دهستان کوهدشت شمالی، روستای آخه                                            | ۱۷۱۸۳     | ۱۳۸۵/۱۱/۲۳ |       |
| ۷۶   | تپه چقا گمبه‌ای                  |                | تاریخی                                               | بخش رومشگان، دهستان رومشگان شرقی، روستای رشنوده                                       | ۱۷۱۸۵     | ۱۳۸۵/۱۱/۲۳ |       |
| ۷۷   | تپه چیا بل آزاد بخت             |                | تاریخی                                               | بخش مرکزی، دهستان کوهدشت جنوبی، روستای چنار بالا                                      | ۱۷۱۸۶     | ۱۳۸۵/۱۱/۲۳ |       |
| ۷۸   | تپه درکه                        |                | مفرغ ـ تاریخی ـ قورن میانی اسلامی                    | بخش مرکزی، دهستان گل گل، روستای ابوالوفا                                              | ۱۷۱۸۷     | ۱۳۸۵/۱۱/۲۳ |       |
| ۷۹   | تپه ساری                        |                | تاریخی ـ احتمالاً اسلامی                              | بخش مرکزی، دهستان کوهدشت جنوبی، روستای ساری                                           | ۱۷۱۹۴     | ۱۳۸۵/۱۱/۲۳ |       |
| ۸۰   | تپه کلک مهکی                    |                | کالکولتیک ـ مفرغ ـ تاریخی ـ قرون میانی اسلامی        | بخش رومشگان، دهستان رومشگان شرقی، روستای ملک شاهی                                     | ۱۷۲۰۱     | ۱۳۸۵/۱۱/۲۳ |       |
| ۸۱   | تپه چیا خندق                    |                | تاریخی ـ قرون میانی اسلامی                           | بخش رومشگان، دهستان رومشگان شرقی، روستای زاغه لالوند                                  | ۱۷۲۰۲     | ۱۳۸۵/۱۱/۲۳ |       |
| ۸۲   | تپه چیا سی                      |                | کالکولتیک ـ تاریخی ـ قرون میانی اسلامی               | بخش مرکزی، دهستان گل گل، روستای چم کبود سفلی                                          | ۱۷۲۱۳     | ۱۳۸۵/۱۱/۲۳ |       |
| ۸۳   | تپه گورستان گژینه               |                | تاریخی ـ قرن ۵ تا ۷ ه‍.ق                               | بخش مرکزی، دهستان کوهدشت جنوبی، روستای گژینه ضرونی                                    | ۱۷۶۰۱     | ۱۳۸۵/۱۲/۰۶ |       |
| ۸۴   | خندق چیا رشید                   |                | تاریخی                                               | بخش رومشگان، دهستان رومشگان شرقی، روستای مهکی                                         | ۱۷۶۰۲     | ۱۳۸۵/۱۲/۰۶ |       |
| ۸۵   | تپه چیا رسول                    |                | کالکولتیک ـ مفرغ ـ تاریخی                            | بخش مرکزی، دهستان کوهدشت جنوبی، روستای برآفتاب صید محمد                               | ۱۷۶۰۳     | ۱۳۸۵/۱۲/۰۶ |       |
| ۸۶   | تپه چیا بل چم کبود              |                | تاریخی ـ قرون میانی اسلامی                           | بخش مرکزی، دهستان کوهدشت جنوبی، روستای چم کبود سفلی                                   | ۱۷۶۰۴     | ۱۳۸۵/۱۲/۰۶ |       |
| ۸۷   | خندق مم جان                     |                | تاریخی ـ میانی اسلامی                                | بخش رومشگان، دهستان رومشگان شرقی، یک کیلومتری شمال غرب روستای آقا جان                 | ۱۷۶۰۵     | ۱۳۸۵/۱۲/۰۶ |       |
| ۸۸   | تپه چغا آملا                    |                | تاریخی ـ قرون اولیه اسلامی                           | بخش رومشگان، دهستان رومشگان غربی، روستای شیخ‌آباد قاطر چی                              | ۱۷۶۰۷     | ۱۳۸۵/۱۲/۰۶ |       |
| ۸۹   | تپه توبره ریز                   |                | مفرغ ـ تاریخی ـ قرون میانی اسلامی                    | بخش مرکزی، دهستان کوهدشت جنوبی، روستای پاپل مادیان رود                                | ۱۷۶۱۲     | ۱۳۸۵/۱۲/۰۶ |       |
| ۹۰   | محوطه خیلان بره                 |                | هزاره ۴ ق‌م ـ مفرغ ـ آهن III ـ اشکانی                 | بخش مرکزی، دهستان گل گل، روستای خیلان بره                                             | ۱۷۶۱۳     | ۱۳۸۵/۱۲/۰۶ |       |
| ۹۱   | تپه میرزا سلیم                  |                | اشکانی                                               | بخش طرهان، دهستان طرهان، ۶۵۰ م غرب روستای کل سرخ                                      | ۱۸۱۹۷     | ۱۳۸۵/۱۲/۲۲ |       |
| ۹۲   | تپه بگ لر ۱                     |                | اشکانی                                               | بخش طرهان، ۲/۱ کیلومتری جنوب شرق شهر گراب                                             | ۱۸۱۹۸     | ۱۳۸۵/۱۲/۲۲ |       |
| ۹۳   | تپه سون قصاو                    |                | هزاره اول ق. م ـ اشکانی                              | بخش طرهان، ۱/۱ کیلومتری جنوب شرق شهر گراب                                             | ۱۸۱۹۹     | ۱۳۸۵/۱۲/۲۲ |       |
| ۹۴   | تپه چال خزینه                   |                | هزاره اول ق‌م ـ تاریخی                                | بخش طرهان، دهستان طرهان، ۱/۱ کیلومتری جنوب غربی روستای دمروستان                       | ۱۸۲۰۰     | ۱۳۸۵/۱۲/۲۲ |       |
| ۹۵   | تپه بابا گرد علی                |                | تاریخی                                               | بخش طرهان، ۲/۵ کیلومتری جنوب شهرگراب                                                  | ۱۸۲۰۱     | ۱۳۸۵/۱۲/۲۲ |       |
| ۹۶   | تپه بگ لر ۲                     |                | هزاره یک ق. م ـ اشکانی                               | بخش طرهان، ۲/۲۵ کیلومتری جنوب شرق شهر گراب                                            | ۱۸۲۰۲     | ۱۳۸۵/۱۲/۲۲ |       |
| ۹۷   | تپه بهرام بیگی                  |                | هزاره اول ق‌م ـ اشکانی                                | بخش کونانی، دهستان کونانی، ۹۰۰ م جنوب شرق روستای شورابه سفلی ۲                        | ۱۸۲۰۳     | ۱۳۸۵/۱۲/۲۲ |       |
| ۹۸   | تپه چیا نوم باخی                |                | هزاره اول ق‌م ـ اشکانی                                | بخش کونانی، دهستان کونانی، ۱۵۰ م جنوبغرب روستای کت کن                                 | ۱۸۲۰۵     | ۱۳۸۵/۱۲/۲۲ |       |
| ۹۹   | تپه گل سرخ                      |                | اشکانی                                               | بخش طرهان، دهستان طرهان، ۲۰۰ م غرب روستای کل سرخ                                      | ۱۸۲۰۶     | ۱۳۸۵/۱۲/۲۲ |       |
| ۱۰۰  | تپه پشت مالی                    |                | تاریخی                                               | بخش طرهان، دهستان طرهان، شمال روستای چشمه خمینی                                       | ۱۸۲۰۷     | ۱۳۸۵/۱۲/۲۲ |       |
| ۱۰۱  | تپه صحرا ۲                      |                | تاریخی ـ قرون میانی اسلامی                           | بخش طرهان، ۵۰۰ م جنوب شهر گراب                                                        | ۱۸۲۰۸     | ۱۳۸۵/۱۲/۲۲ |       |
| ۱۰۲  | تپه خرکله                       |                | تاریخی                                               | بخش طرهان، ۱۶/۵ کیلومتری جنوب شرقی شهر گراب                                           | ۱۸۲۰۹     | ۱۳۸۵/۱۲/۲۲ |       |
| ۱۰۳  | تپه صحرای ۱                     |                | تاریخی                                               | بخش طرهان، ۵۰۰ م جنوب شهر گراب                                                        | ۱۸۲۱۰     | ۱۳۸۵/۱۲/۲۲ |       |
| ۱۰۴  | تپه توه حشکه                    |                | هزاره اول ق‌م                                         | بخش کونانی، دهستان کونانی، جنوب روستای توه حشکه                                       | ۱۸۲۳۱     | ۱۳۸۵/۱۲/۲۲ |       |
| ۱۰۵  | تپه پاسگاه                      |                | اشکانی                                               | بشخ طرهان، دهستان طرهان، ۲۰۰ م جنوب غرب روستای چشمه سفید                              | ۱۸۲۳۲     | ۱۳۸۵/۱۲/۲۲ |       |
| ۱۰۶  | تپه برزگلو                      |                | هزاره اول ق‌م ـ اشکانی                                | بخش مرکزی، دهستان کوهدشت جنوبی، روستای کل گاورا                                       | ۱۸۲۳۳     | ۱۳۸۵/۱۲/۲۲ |       |
| ۱۰۷  | تپه ده‌ور ۲                      |                | هزاره اول ق‌م ـ اشکانی                                | بخش کونانی، دهستان کونانی، ۴۰۰ م شمال روستای باباگردعلی                               | ۱۸۲۳۴     | ۱۳۸۵/۱۲/۲۲ |       |
| ۱۰۸  | تپه چشمه میرزا                  |                | تاریخی ـ قرون میانه اسلامی                           | بخش طرهان، دهستان طرهان، ۶۵۰ م جنوب غربی روستای چشمه میرزا                            | ۱۸۲۳۵     | ۱۳۸۵/۱۲/۲۲ |       |
| ۱۰۹  | تپه بابا گرد علی ۶              |                | تاریخی                                               | بخش طرهان، ۲/۳۵ کیلومتری جنوب شهر گراب                                                | ۱۸۲۳۶     | ۱۳۸۵/۱۲/۲۲ |       |
| ۱۱۰  | تپه چیاپهن                      |                | تاریخی                                               | بخش طرهان، دهستان طرهان، ۸۵۰ م شرق روستای پشت تنگ علیا                                | ۱۸۲۹۰     | ۱۳۸۵/۱۲/۲۸ |       |
| ۱۱۱  | تپه چیاکچکینه                   |                | هزاره اول ق‌م ـ اشکانی ـ ساسانی                       | بخش طرهان، ۴۵۰ م جنوب غرب شهر گراب                                                    | ۱۸۲۹۱     | ۱۳۸۵/۱۲/۲۸ |       |
| ۱۱۲  | تپه چیا درویشی ۱                |                | اشکانی ـ ساسانی                                      | بخش طرهان، دهستان طرهان، ۱/۱ کیلومتری شمال شرق روستای پشت تنگ علیا                    | ۱۸۲۹۲     | ۱۳۸۵/۱۲/۲۸ |       |
| ۱۱۳  | تپه باباگردعلی ۴                |                | تاریخی                                               | بخش طرهان، ۲/۷ کیلومتری جنوب شهر گراب                                                 | ۱۸۲۹۳     | ۱۳۸۵/۱۲/۲۸ |       |
| ۱۱۴  | تپه جنوب فرودگاه                |                | اشکانی ـ ساسانی                                      | بخش طرهان، ۱/۷۵ کیلومتری جنوب غرب شهر گراب                                            | ۱۸۲۹۵     | ۱۳۸۵/۱۲/۲۸ |       |
| ۱۱۵  | تپه کولاژدم کو ۵                |                | اشکانی ـ ساسانی                                      | بخش طرهان، ۵۵۰ متری جنوبغرب شهر گراب                                                  | ۱۸۲۹۶     | ۱۳۸۵/۱۲/۲۸ |       |
| ۱۱۶  | تپه مرده زما                    |                | اشکانی                                               | بخش طرهان، دهستان طرهان، یک کیلومتری جنوبغرب روستای دمروستان                          | ۱۸۲۹۷     | ۱۳۸۵/۱۲/۲۸ |       |
| ۱۱۷  | تپه کولاژدم کوه ۸               |                | اشکانی                                               | بخش طرهان، ۶۰۰ م جنوبغرب شهر گراب                                                     | ۱۸۲۹۸     | ۱۳۸۵/۱۲/۲۸ |       |
| ۱۱۸  | تپه فرودگاه ۱                   |                | آهن دو اشکانی                                        | بخش طرهان، ۱/۱ کیلومتری جنوب غرب گراب                                                 | ۱۸۲۹۹     | ۱۳۸۵/۱۲/۲۸ |       |
| ۱۱۹  | تپه ده‌ور ۲                      |                | آهن دو تاریخی                                        | بخش طرهان، یک کیلومتری شرق روستای پشت تنگ وسطی                                        | ۱۸۳۰۰     | ۱۳۸۵/۱۲/۲۸ |       |
| ۱۲۰  | تپه بابا گرد علی ۳              |                | اشکانی ـ ساسانی                                      | بخش طرهان، دو کیلومتری جنوب شهر گراب                                                  | ۱۸۳۰۱     | ۱۳۸۵/۱۲/۲۸ |       |
| ۱۲۱  | تپه چیاگجره                     |                | اشکانی ـ ساسانی                                      | بخش طرهان، دهستان طرهان، یک کیلومتری شرق روستای پشت تنگ علیا                          | ۱۸۳۰۲     | ۱۳۸۵/۱۲/۲۸ |       |
| ۱۲۲  | تپه آسو                         |                | اشکانی ـ ساسانی                                      | بخش طرهان، ۱/۶ کیلومتری جنوب شهر گراب                                                 | ۱۸۳۰۳     | ۱۳۸۵/۱۲/۲۸ |       |
| ۱۲۳  | تپه کولاژدم کوه ۹               |                | اشکانی                                               | بخش طرهان، ۸۰۰ م جنوبغرب شهر گراب                                                     | ۱۸۳۰۴     | ۱۳۸۵/۱۲/۲۸ |       |
| ۱۲۴  | تپه قلعه نظرعلیخان              |                | تاریخی ـ قرون ۴–۶ اسلامی                             | بخش کونانی، دهستان کونانی، ۳۰۰ م جنوبغرب روستای پای آسن                               | ۱۸۳۰۵     | ۱۳۸۵/۱۲/۲۸ |       |
| ۱۲۵  | تپه کولاژدم کوه ۳               |                | اشکانی                                               | بخش طرهان، ۷۵۰ م جنوبغرب شهر گراب                                                     | ۱۸۳۰۶     | ۱۳۸۵/۱۲/۲۸ |       |
| ۱۲۶  | تپه کولاژدم کوه ۱               |                | اشکانی ـ ساسانی                                      | بخش طرهان، ۱/۲ کیلومتری جنوبغرب شهر گراب                                              | ۱۸۳۰۷     | ۱۳۸۵/۱۲/۲۸ |       |
| ۱۲۷  | تپه ده ور یک پشت تنگ            |                | کالکولتیک ـ اشکانی                                   | بخش طرهان، دهستان طرهان، یک کیلومتری شرق روستای پشت تنگ وسطی                          | ۱۸۳۰۸     | ۱۳۸۵/۱۲/۲۸ |       |
| ۱۲۸  | تپه چیا درویشی ۲                |                | اشکانی                                               | بخش طرهان، یک کیلومتری جنوب روستای دمروستان                                           | ۱۸۳۰۹     | ۱۳۸۵/۱۲/۲۸ |       |
| ۱۲۹  | تپه چیاخنجر ۲                   |                | اشکانی ـ ساسانی ـ قرون ۴–۶ اسلامی                    | بخش کونانی، ۱۵۰ م جنوب شرق مرکز آموزش جهاد کشاورزی شهر کونانی                         | ۱۸۳۱۰     | ۱۳۸۵/۱۲/۲۸ |       |
| ۱۳۰  | تپه سرچیا ۲                     |                | آهن دو اشکانی ـ ساسانی                               | بخش طرهان، ۳۰۰ م جنوب غرب شهر گراب                                                    | ۱۸۳۱۱     | ۱۳۸۵/۱۲/۲۸ |       |
| ۱۳۱  | تپه ده‌ور ۳                      |                | آهن دو تاریخی                                        | بخش طرهان، دهستان طرهان، ۸۰۰ م شرق روستای پشت تنگ وسطی                                | ۱۸۳۱۲     | ۱۳۸۵/۱۲/۲۸ |       |
| ۱۳۲  | تپه خرابه                       |                | مفرغ ـ اشکانی ـ ساسانی                               | بخش طرهان، دهستان طرهان، حدود دو کیلومتری شمالغرب روستای حسین‌آباد                     | ۱۸۳۱۳     | ۱۳۸۵/۱۲/۲۸ |       |
| ۱۳۳  | تپه کولاژدم کو ۷                |                | اشکانی ـ ساسانی                                      | بخش طرهان، ۶۰۰ م جنوبغرب شهر گراب                                                     | ۱۸۳۱۴     | ۱۳۸۵/۱۲/۲۸ |       |
| ۱۳۴  | تپه سرچیا۱                      |                | اشکانی ـ ساسانی ـ قرون ۴ تا ۹ ه‍.ق                     | بخش طرهان، ۳۰۰ م جنوب غربی شهر گراب                                                   | ۱۸۳۱۵     | ۱۳۸۵/۱۲/۲۸ |       |
| ۱۳۵  | تپه کولاژدم کو ۲                |                | اشکانی ـ ساسانی                                      | بخش طرهان، ۱/۳ کیلومتری جنوب غرب گراب                                                 | ۱۸۳۱۶     | ۱۳۸۵/۱۲/۲۸ |       |
| ۱۳۶  | تپه کولاژدم کوه ۱۰              |                | اشکانی                                               | بخش طرهان، ۱/۷ کیلومتری جنوبغرب شهر گراب                                              | ۱۸۳۱۷     | ۱۳۸۵/۱۲/۲۸ |       |
| ۱۳۷  | قلعه گراب                       |                | مفرغ ـ اشکانی ـ ساسانی ـ قرون ۶–۴ ه‍.ق                 | بخش طرهان، ۵۰۰ م جنوب شرق بافت مسکونی شهر گراب                                        | ۱۸۳۹۱     | ۱۳۸۵/۱۲/۲۸ |       |
| ۱۳۸  | تپه دارتی ۱                     |                | مفرغ ـ اشکانی                                        | بخش طرهان، دهستان طرهان، ۲/۵ کیلومتری شمال روستای حسین‌آباد                            | ۱۸۳۹۲     | ۱۳۸۵/۱۲/۲۸ |       |
| ۱۳۹  | تپه چیا خریوی                   |                | پارت ـ ساسانی                                        | بخش کونانی، دهستان زیر تنگ، ۱/۲ کیلومتری شرق روستای کاکاوندرا                         | ۱۸۳۹۳     | ۱۳۸۵/۱۲/۲۸ |       |
| ۱۴۰  | تپه خواریزگه                    |                | عصر آهن ـ تاریخی ـ قرون ۴ تا ۶ ه‍.ق                    | بخش طرهان، دهستان طرهان، ۵۰ م جنوب شرق روستای چشمه خمینی                              | ۱۸۳۹۴     | ۱۳۸۵/۱۲/۲۸ |       |
| ۱۴۱  | تپه سرچیا                       |                | اشکانی ـ ساسانی ـ قرون ۶–۴ ه‍.ق                        | بخش طرهان، دهستان طرهان، ۲۵۰ م جنوب روستای چشمه سفید                                  | ۱۸۳۹۵     | ۱۳۸۵/۱۲/۲۸ |       |
| ۱۴۲  | تپه قلی جان                     |                | اشکانی ـ ساسانی                                      | بخش طرهان، دهستان طرهان، جنوب شرق بافت مسکونی روستای قوله                             | ۱۸۳۹۶     | ۱۳۸۵/۱۲/۲۸ |       |
| ۱۴۳  | تپه گورستان کت کن               |                | عصر آهن ـ تاریخی ـ قرون ۶–۴ ه‍.ق                       | بخش طرهان، دهستان طرهان، غرب بافت مسکونی روستای کت کن                                 | ۱۸۳۹۷     | ۱۳۸۵/۱۲/۲۸ |       |
| ۱۴۴  | تپه چیا سبز ۱                   |                | مفرغ ـ تاریخی ـ قرون ۶–۴ ه‍.ق                          | بخش طرهان، دهستان طرهان، ۱/۸ کیلومتری شرق روستای پشت تنگ سفلی                         | ۱۸۳۹۸     | ۱۳۸۵/۱۲/۲۸ |       |
| ۱۴۵  | تپه چیا زرین                    |                | مفرغ ـ آهن ـ تاریخی                                  | بخش طرهان، دهستان طرهان، ۷۵۰ م جنوب غرب روستای پشت تنگ سفلی                           | ۱۸۳۹۹     | ۱۳۸۵/۱۲/۲۸ |       |
| ۱۴۶  | تپه بابا گرد علی ۲              |                | هزاره ۵ ق‌م ـ قرون ۶–۴ ه‍.ق                             | بخش طرهان، ۲/۷ کیلومتری جنوب شهر گراب                                                 | ۱۸۴۰۰     | ۱۳۸۵/۱۲/۲۸ |       |
| ۱۴۷  | تپه چیا سه دی                   |                | کالکولتیک ـ مفرغ ـ تاریخی                            | بخش کونانی، دهستان زیر تنگ، یک کیلومتری غرب روستای کوشکی                              | ۱۸۴۰۱     | ۱۳۸۵/۱۲/۲۸ |       |
| ۱۴۸  | تپه چشمه رجب                    |                | کالکولتیک                                            | بخش کونانی، دهستان زیر تنگ، ۱/۳ ک. م شرق روستای رماوند بساط بگی                       | ۱۸۴۰۲     | ۱۳۸۵/۱۲/۲۸ |       |
| ۱۴۹  | تپه چیا طبالخانه                |                | قرون ۶–۴ ه‍.ق                                          | بخش طرهان، دهستان زیر تنگ، بخش شرقی بافت مسکونی روستای پشت تنگ وسطی                   | ۱۸۴۰۳     | ۱۳۸۵/۱۲/۲۸ |       |
| ۱۵۰  | تپه سر گنداب                    |                | هزاره اول ق م ـ تاریخی ـ قرون ۶–۴ ه‍.ق                 | بخش کونانی، دهستان زیر تنگ، روستای گنداب                                              | ۱۸۴۰۴     | ۱۳۸۵/۱۲/۲۸ |       |
| ۱۵۱  | تپه پشت مالی                    |                | اشکانی ـ ساسانی                                      | بخش کونانی، دهستان زیر تنگ، ۱۰۰ م شمال شرق روستای کاکاوندرا                           | ۱۸۴۰۵     | ۱۳۸۵/۱۲/۲۸ |       |
| ۱۵۲  | تپه پشت تنگ سیاب                |                | اشکانی                                               | بخش طرهان، دهستان طرهان، ۱/۴ کیلومتری جنوب روستای پشت تنگ سفلی                        | ۱۸۴۰۶     | ۱۳۸۵/۱۲/۲۸ |       |
| ۱۵۳  | تپه پیرمیکائیل                  |                | مفرغ ـ تاریخی ـ قرون ۶–۴ ه‍.ق                          | بخش کونانی، دهستان زیر تنگ، ۳/۳ کیلومتری شمال غرب روستای چم برزو                      | ۱۸۴۰۷     | ۱۳۸۵/۱۲/۲۸ |       |
| ۱۵۴  | تپه چیا چالگه                   |                | هزاره اول ق‌م ـ اشکانی ـ ساسانی                       | بخش طرهان، دهستان طرهان، ۱/۳ کیلومتری شمال روستای کل سرخ                              | ۱۸۴۰۸     | ۱۳۸۵/۱۲/۲۸ |       |
| ۱۵۵  | تپه قبر محمد مراد               |                | مفرغ ـ آهن ـ اشکانی                                  | بخش کونانی، دهستان زیر تنگ، بخش جنوبی روستای قبر محمد مراد                            | ۱۸۴۰۹     | ۱۳۸۵/۱۲/۲۸ |       |
| ۱۵۶  | تپه جشمه سفید                   |                | اشکانی ـ ساسانی                                      | بخش طرهان، دهستان طرهان، بخش شرقی روستای چشمه سفید                                    | ۱۸۴۱۰     | ۱۳۸۵/۱۲/۲۸ |       |
| ۱۵۷  | تپه خرمن جا                     |                | اشکانی ـ ساسانی ـ قرون ۶–۴ ه‍.ق                        | بخش کونانی، دهستان زیر تنگ، ۲/۵ کیلومتری شمال غرب روستای چم برزو                      | ۱۸۴۱۱     | ۱۳۸۵/۱۲/۲۸ |       |
| ۱۵۸  | تپه مومکی                       |                | مفرغ ـ اشکانی ـ ساسانی                               | بخش طرهان، دهستان طرهان، یک کیلومتری جنوب روستای رئیسوند                              | ۱۸۴۱۲     | ۱۳۸۵/۱۲/۲۸ |       |
| ۱۵۹  | تپه قلاکوشکی                    |                | اشکانی ـ ساسانی                                      | بخش کونانی، دهستان زیر تنگ، ۶۵۰ م شرق روستای کوشکی                                    | ۱۸۴۱۳     | ۱۳۸۵/۱۲/۲۸ |       |
| ۱۶۰  | محوطه برقه چال                  |                | اشکانی ـ ساسانی ـ قرون میانه اسلامی                  | بخش کونانی، دهستان زیر تنگ، ۲۰۰ م شمال رغب روستای کاکاوندرا                           | ۱۸۴۱۴     | ۱۳۸۵/۱۲/۲۸ |       |
| ۱۶۱  | تپه القاسی                      |                | اشکانی ـ ساسانی                                      | بخش طرهان، دهستان طرهان، ۹۰۰ م شمال شرق روستای محمد کریم                              | ۱۸۴۱۵     | ۱۳۸۵/۱۲/۲۸ |       |
| ۱۶۲  | تپه کپ تین شوراوه               |                | مفرغ ـ تاریخی ـ قرون اولیه اسلامی                    | بخش طرهان، دهستان طرهان، حدود ۲/۴ کیلومتری شمال غرب روستای حسین‌آباد                   | ۱۸۴۱۶     | ۱۳۸۵/۱۲/۲۸ |       |
| ۱۶۳  | تپه درامار                      |                | مفرغ ـ اشکانی ـ ساسانی ـ قرون اولیه اسلامی           | شمال شرقی بافت مسکونی، شهر درب گنبد                                                   | ۱۸۴۱۷     | ۱۳۸۵/۱۲/۲۸ |       |
| ۱۶۴  | تپه مهره کن                     |                | مفرغ ـ اشکانی ـ ساسانی                               | بخش درب گنبد، دهستان درب گنبد، ۸۰۰ م شمال شرق روستای شیرآوند علیا                     | ۱۸۴۱۸     | ۱۳۸۵/۱۲/۲۸ |       |
| ۱۶۵  | تپه بابا گرد علی ۱              |                | مفرغ ـ تاریخی ـ قرون ۴ تا ۶ ق ـ اسلامی               | بخش طرهان، ۲/۵ کیلومتری جنوب غرب شهر گراب                                             | ۱۸۴۱۹     | ۱۳۸۵/۱۲/۲۸ |       |
| ۱۶۶  | تپه چیا سبز ۲                   |                | آهن ـ اشکانی ـ ساسانی                                | بخش کونانی، دهستان زیر تنگ، ۳۰۰ م جنوب شرقی روستای چم نقد علی                         | ۱۸۴۲۰     | ۱۳۸۵/۱۲/۲۸ |       |
| ۱۶۷  | تپه میربگ                       |                | مفرغ ـ اشکانی ـ ساسانی                               | بخش کونانی، دهستان زیر تنگ، شرق روستای میربگ                                          | ۱۸۴۲۱     | ۱۳۸۵/۱۲/۲۸ |       |
| ۱۶۸  | تپه شهر ویرون                   |                | اشکانی ـ ساسانی                                      | بخش کونانی، دهستان زیر تنگ، ۳/۵ کیلومتری شمال غرب روستای چم برزو                      | ۱۸۴۲۲     | ۱۳۸۵/۱۲/۲۸ |       |
| ۱۶۹  | تپه آونم                        |                | اشکانی ـ ساسانی ـ قرون ۴–۶ ه‍.ق                        | بخش کونانی، دهستان زیر تنگ، ۵ کم شرق روستای چم برزو                                   | ۱۸۴۲۳     | ۱۳۸۵/۱۲/۲۸ |       |
| ۱۷۰  | تپه قوله                        |                | اشکانی ـ ساسانی                                      | بخش طرهان، دهستان طرهان، جنوب غربی بافت مسکونی روستای قوله                            | ۱۸۴۲۴     | ۱۳۸۵/۱۲/۲۸ |       |
| ۱۷۱  | تپه چله خانه                    |                | اشکانی ـ ساسانی ـ قرون ۴ تا ۶ ه‍.ق ـ قرون اولیه اسلامی | ۷۰ م جنوب بافت مسکونی شهر درب گنبد                                                    | ۱۸۴۲۵     | ۱۳۸۵/۱۲/۲۸ |       |
| ۱۷۲  | تپه قلایوسف                     |                | مفرغ ـ اشکانی ـ ساسانی ـ اسلامی                      | بخش طرهان، دهستان طرهان، ۳۰۰ م شمال شرق روستای یوسف آباد                              | ۱۸۴۲۶     | ۱۳۸۵/۱۲/۲۸ |       |
| ۱۷۳  | تپه سر قلا                      |                | اشکانی ـ ساسانی                                      | بخش درب گنبد، دهستان درب گنبد، ۳۰۰ م جنوب شرق روستای چم قلا                           | ۱۸۴۲۷     | ۱۳۸۵/۱۲/۲۸ |       |
| ۱۷۴  | مجموعه تنگ کبود                 |                | مفرغ ـ اشکانی ـ ساسانی                               | بخش طرهان، دهستان طرهان، ۲۵۰ م شمال شرق روستای تنگ کبود                               | ۱۸۴۲۹     | ۱۳۸۵/۱۲/۲۸ |       |
| ۱۷۵  | تپه ده‌ور برافتاو                |                | اشکانی ـ ساسانی                                      | بخش طرهان، دهستان طرهان، ۹۰۰ م غرب روستای دمروستان                                    | ۱۸۴۸۰     | ۱۳۸۵/۱۲/۲۸ |       |
| ۱۷۶  | محوطه سرخ دم                    |                | فراپارینه سنگی ـ نوسنگی                              | بخش مرکزی، دهستان کوهدشت شمالی، روستای سرخ دم                                         | ۱۸۴۸۱     | ۱۳۸۵/۱۲/۲۸ |       |
| ۱۷۷  | غار کلک رو                      |                | پارینه سنگی جدید                                     | بخش رومشکان، دهستان رومشکان شرقی، روستای چغابل                                        | ۱۸۴۸۲     | ۱۳۸۵/۱۲/۲۸ |       |
| ۱۷۸  | محوطه تنگ بره                   |                | پارینه سنگی جدید                                     | بخش رومشکان، دهستان رومشکان شرقی، روستای بازوند                                       | ۱۸۴۸۳     | ۱۳۸۵/۱۲/۲۸ |       |
| ۱۷۹  | پناهگاه صخره‌ای کل آسین          |                | پارینه سنگی جدید ـ فرا پارینه سنگی                   | بخش مرکزی، دهستان گل گل، روستای پاآسین (پای آستان)                                    | ۱۸۴۸۴     | ۱۳۸۵/۱۲/۲۸ |       |
| ۱۸۰  | پناهگاه صخره‌ای قلاللون ۱        |                | پارینه سنگی جدید                                     | بخش مرکزی، دهستان گل گل، روستای اشتره گل گل                                           | ۱۸۴۸۵     | ۱۳۸۵/۱۲/۲۸ |       |
| ۱۸۱  | غار برآفتاب نالشکنه             |                | پیش از تاریخ (پارینه سنگی جدید)                      | بخش مرکزی، دهستان گل گل، روستای گندابه                                                | ۱۸۴۸۶     | ۱۳۸۵/۱۲/۲۸ |       |
| ۱۸۲  | پناهگاه صخره‌ای شادابکوه ۱       |                | پارینه سنگی جدید                                     | بخش طرهان، شهر گراب                                                                   | ۱۸۴۸۷     | ۱۳۸۵/۱۲/۲۸ |       |
| ۱۸۳  | غار قلاژیان ۱                   |                | پارینه سنگی جدید                                     | بخش طرهان، دهستان طرهان، روستای زوله                                                  | ۱۸۴۸۸     | ۱۳۸۵/۱۲/۲۸ |       |
| ۱۸۴  | پناهگاه صخره‌ای پریان            |                | پارینه سنگی جدید ـ فرا پارینه سنگی                   | بخش مرکزی، دهستان گل گل، روستای پریان                                                 | ۱۸۴۸۹     | ۱۳۸۵/۱۲/۲۸ |       |
| ۱۸۵  | پناهگاه صخره‌ای پشت باغ          |                | پارینه سنگی جدید                                     | بخش طرهان، دهستان کونانی، روستای خسروآباد                                             | ۱۸۴۹۰     | ۱۳۸۵/۱۲/۲۸ |       |
| ۱۸۶  | پناهگاه صخره‌ای درمره ۱          |                | پارینه سنگی جدید                                     | بخش مرکزی، دهستان گل گل، روستای کمربله                                                | ۱۸۴۹۱     | ۱۳۸۵/۱۲/۲۸ |       |
| ۱۸۷  | پناهگاه صخره‌ای درمره ۲          |                | پارینه سنگی جدید                                     | بخش مرکزی، دهستان گل گل، روستای کمربله                                                | ۱۸۴۹۲     | ۱۳۸۵/۱۲/۲۸ |       |
| ۱۸۸  | پناهگاه صخره‌ای سرکوره           |                | فراپارینه سنگی نوسنگی                                | بخش مرکزی، دهستان کوهدشت شمالی، روستای سرکوره                                         | ۱۸۴۹۳     | ۱۳۸۵/۱۲/۲۸ |       |
| ۱۸۹  | پناهنگاه صخره‌ای نثار نالشکنه    |                | پارینه سنگی جدید                                     | بخش مرکزی، دهستان کوهدشت، روستای دالاب                                                | ۱۸۴۹۴     | ۱۳۸۵/۱۲/۲۸ |       |
| ۱۹۰  | غار شادابکوه ۲                  |                | پارینه سنگی جدید                                     | بخش طرهان، شهر گراب                                                                   | ۱۸۴۹۵     | ۱۳۸۵/۱۲/۲۸ |       |
| ۱۹۱  | پناهگاه صخره‌ای ورمر             |                | فراپارینه سنگی                                       | بخش رومشکان، دهستان رومشکان شرقی، روستای بازوند                                       | ۱۸۴۹۶     | ۱۳۸۵/۱۲/۲۸ |       |
| ۱۹۲  | پناهگاه صخره‌ای کلک رو ۲         |                | پارینه سنگی جدید                                     | بخش رومشکان، دهستان رومشکان شرقی، روستای چغابل                                        | ۱۸۴۹۷     | ۱۳۸۵/۱۲/۲۸ |       |
| ۱۹۳  | قلالون ۱                        |                | پارینه سنگی جدید                                     | بخش مرکزی، دهستان گل گل، روستای اشتره گل گل                                           | ۱۸۴۹۸     | ۱۳۸۵/۱۲/۲۸ |       |
| ۱۹۴  | غار دره مره ۳                   |                | پارینه سنگی جدید                                     | بخش مرکزی، دهستان گل گل، روستای کمربله                                                | ۱۸۴۹۹     | ۱۳۸۵/۱۲/۲۸ |       |
| ۱۹۵  | کلک رو                          |                | پارینه سنگی جدید                                     | بخش رومشکان، دهستان رومشکان شرقی، روستای چغابل                                        | ۱۸۵۰۰     | ۱۳۸۵/۱۲/۲۸ |       |
| ۱۹۶  | غار ور مر                       |                | پارینه سنگی جدید                                     | بخش رومشکان، دهستان رومشکان شرقی، روستای بازوند                                       | ۱۸۵۰۱     | ۱۳۸۵/۱۲/۲۸ |       |
| ۱۹۷  | پناهگاه صخره‌ای شاداب کوه ۳      |                | پارینه سنگی جدید                                     | بخش طرهان، شهر گراب                                                                   | ۱۸۵۰۲     | ۱۳۸۵/۱۲/۲۸ |       |
| ۱۹۸  | پناهگاه صخره‌ای لمری             |                | پارینه سنگی جدید                                     | بخش طرهان، دهستان طرهان، روستای قوله                                                  | ۱۸۵۰۳     | ۱۳۸۵/۱۲/۲۸ |       |
| ۱۹۹  | غار دارابی ۲                    |                | پارینه سنگی جدید ـ فرا پارینه سنگی                   | بخش مرکزی، دهستان کوهدشت شمالی، روستای دارابی (چنار)                                  | ۱۸۵۰۴     | ۱۳۸۵/۱۲/۲۸ |       |
| ۲۰۰  | غار دارابی ۱                    |                | پارینه سنگی جدید                                     | بخش مرکزی، دهستان کوهدشت شمالی، روستای دارابی                                         | ۱۸۵۰۵     | ۱۳۸۵/۱۲/۲۸ |       |
| ۲۰۱  | پناهگاه صخره‌ای کلک رو ۱         |                | پارینه سنگی جدید                                     | بخش رومشکان، دهستان رومشکان شرقی، روستای چغابل                                        | ۱۸۵۰۶     | ۱۳۸۵/۱۲/۲۸ |       |
| ۲۰۲  | محوطه نور علی ری                |                | برنز                                                 | بخش مرکزی، دهستان کوهدشت شمالی، روستای سرخ دم                                         | ۱۸۵۰۷     | ۱۳۸۵/۱۲/۲۸ |       |
| ۲۰۳  | غار قلاژیان ۲                   |                | تاریخی                                               | بخش طرهان، دهستان طرهان، روستای زوله                                                  | ۱۸۵۰۸     | ۱۳۸۵/۱۲/۲۸ |       |
| ۲۰۴  | پناهگاه صخره‌ای قلالون ۲         |                | پارینه سنگی جدید                                     | بخش مرکزی، دهستان گل گل، روستای اشتره گل                                              | ۱۸۵۰۹     | ۱۳۸۵/۱۲/۲۸ |       |
| ۲۰۵  | تپه چیا بساط                    |                | اشکانی ـ ساسانی                                      | بخش کونانی، دهستان کونانی، داخل بافت مسکونی روستای حیدر خانی                          | ۱۸۵۲۱     | ۱۳۸۵/۱۲/۲۸ |       |
| ۲۰۶  | تپه چه عزیزبگ                   |                | مفرغ ـ اشکانی ـ ساسانی                               | بخش طرهان، دهستان طرهان، ۱/۹ کیلومتری شرق روستای پشت تنگ سفلی                         | ۱۸۵۲۵     | ۱۳۸۵/۱۲/۲۸ |       |
| ۲۰۷  | تپه ملک چشمه شیرین              |                | مفرغ ـ آهن ـ تاریخی                                  | بخش طرهان، دهستان طرهان، ۲/۲ کیلومتری شمال روستای حسین‌آباد                            | ۱۸۵۴۴     | ۱۳۸۵/۱۲/۲۸ |       |
| ۲۰۸  | تپه که لک                       |                | هزاره ۵ ق. م ـ مفرغ ـ آهن                            | بخش طرهان، دهستان طرهان، ۷۵۰ م شرق روستای کل سرخ                                      | ۱۸۵۸۳     | ۱۳۸۵/۱۲/۲۸ |       |
| ۲۰۹  | تپه کاکاوند را                  |                | اشکانی ـ ساسانی                                      | بخش کونانی، دهستان زیر تنگ، روستای کاکاوندرا                                          | ۱۸۵۸۴     | ۱۳۸۵/۱۲/۲۸ |       |
| ۲۱۰  | تپه نزله حسین بگ                |                | مفرغ ـ آهن ـ اشکانی                                  | بخش کونانی، دهستان زیرتنگ، بخش جنوبی روستای نزله حسین بگ                              | ۱۸۵۸۵     | ۱۳۸۵/۱۲/۲۸ |       |
| ۲۱۱  | تپه یارعالی                     |                | تاریخی ـ قرون ۴ تا ۶ ه‍.ق                              | بخش طرهان، دهستان طرهان، حدود ۲/۵ کیلومتری شمال غرب روستای حسین‌آباد                   | ۱۸۵۸۸     | ۱۳۸۵/۱۲/۲۸ |       |
| ۲۱۲  | تپه چهار طاق                    |                | تاریخی                                               | بخش طرهان، دهستان طرهان، ۳/۱ کیلومتری جنوب غرب روستای دمروستان                        | ۱۸۷۸۹     | ۱۳۸۵/۱۲/۲۸ |       |
| ۲۱۳  | تپه ساتیار                      |                | هزاره اول ق‌م                                         | بخش کونانی، دهستان کونانی، ۱/۵ کیلومتری جنوب شرق روستای بابا گرد علی                  | ۱۸۷۹۰     | ۱۳۸۵/۱۲/۲۸ |       |
| ۲۱۴  | تپه ده‌ور ۳                      |                | هزاره اول ق‌م ـ تاریخی                                | بخش کونانی، دهستان کونانی، ۲۵۰ م شمالشرق روستای بابا گردعلی                           | ۱۸۷۹۳     | ۱۳۸۵/۱۲/۲۸ |       |
| ۲۱۵  | تپه سه خون کشیا                 |                | هزاره یک ق‌م ـ اشکانی                                 | بخش مرکزی، دهستان کوهدشت شمالی، ۵۰۰ م جنوب روستای چم آسن                              | ۱۸۸۰۲     | ۱۳۸۵/۱۲/۲۸ |       |
| ۲۱۶  | تپه کال باخ                     |                | اشکانی                                               | بخش مرکزی، دهستان کوهدشت شمالی، ۸۵۰ م جنوب شرق روستای چم کبود                         | ۱۸۸۰۳     | ۱۳۸۵/۱۲/۲۸ |       |
| ۲۱۷  | غار مرپله قدیم                  |                | پارینه سنگی میانی                                    | بخش مرکزی، دهستان گل گل، روستای پاآسین (پای آستان)                                    | ۱۸۸۰۶     | ۱۳۸۵/۱۲/۲۸ |       |
| ۲۱۸  | تپه هشت آو                      |                | تاریخی                                               | بخش مرکزی، دهستان گل گل، ۱/۵ کیلومتری جنوب شرق روستای چهار قلا علیا                   | ۱۸۸۰۷     | ۱۳۸۵/۱۲/۲۸ |       |
| ۲۱۹  | تپه ور بورک                     |                | هزاره ۵ ق‌م ـ هزاره یک ق. م                           | بخش مرکزی، دهستان کوهدشت، ۲۰۰ م غرب روستای تنگ قلا                                    | ۱۸۸۰۸     | ۱۳۸۵/۱۲/۲۸ |       |
| ۲۲۰  | تپه ورمله                       |                | هزاره یک ق‌م ـ اشکانی                                 | بخش مرکزی، دهستان کوهدشت شمالی، ۸۰۰ م شمال روستای سربرزه                              | ۱۸۸۰۹     | ۱۳۸۵/۱۲/۲۸ |       |
| ۲۲۱  | تپه دره حموم                    |                | هزاره ۵ ق‌م ـ هزاره یک ق‌م                             | بخش مرکزی، دهستان کوهدشت شمالی، ۸۰۰ م جنوبغرب روستای جعفرآباد                         | ۱۸۸۱۰     | ۱۳۸۵/۱۲/۲۸ |       |
| ۲۲۲  | تپه سر آسیابان                  |                | هزاره یک ق‌م ـ اشکانی ـ قرون اولیه اسلامی             | بخش مرکزی، دهستان کوهدشت شمالی، ۱/۲ کیلومتری جنوب شرق روستای چم کبود                  | ۱۸۸۱۱     | ۱۳۸۵/۱۲/۲۸ |       |
| ۲۲۳  | تپه چم آسن ۲                    |                | هزاره ۵ ق‌م ـ هزاره یک ق‌م ـ اشکانی                    | بخش مرکزی، دهستان کوهدشت شمالی، ۱۰۰ م جنوب روستای چم آسن                              | ۱۸۸۱۲     | ۱۳۸۵/۱۲/۲۸ |       |
| ۲۲۴  | تپه گراب                        |                | هزاره اول ق. م ـ تاریخی                              | بخش مرکزی، دهستان کوهدشت شمالی، ۹۰۰ م شمال شرق روستای خدار حم زیتون                   | ۱۸۸۱۳     | ۱۳۸۵/۱۲/۲۸ |       |
| ۲۲۵  | تپه چیا زرین                    |                | هزاره ۵ ق‌م ـ هزاره اول ق. م                          | بخش مرکزی، دهستان گل گل، ۲۰۰ م جنوب غرب روستای کمربله                                 | ۱۸۸۱۴     | ۱۳۸۵/۱۲/۲۸ |       |
| ۲۲۶  | تپه چم آسن ۱                    |                | هزاره ۵ ق. م                                         | بخش مرکزی، دهستان کوهدشت شمالی، ۴۰۰ م جنوب شرق روستای چم آسن                          | ۱۸۸۲۱     | ۱۳۸۵/۱۲/۲۸ |       |
| ۲۲۷  | تپه دم قلمه                     |                | اشکانی                                               | بخش مرکزی، دهستان کوهدشت شمالی، شمال روستای دم قلمه                                   | ۱۸۸۲۲     | ۱۳۸۵/۱۲/۲۸ |       |
| ۲۲۸  | تپه چیا زر                      |                | هزاره یک ق. م ـ اشکانی                               | بخش مرکزی، دهستان کوهدشت شمالی، ۸۰۰ م جنوب شرق روستای چم آسن                          | ۱۸۸۲۳     | ۱۳۸۵/۱۲/۲۸ |       |
| ۲۲۹  | تپه چالگه                       |                | اشکانی                                               | بخش مرکزی، دهستان کوهدشت شمالی، شرق روستای نوم جو                                     | ۱۸۸۲۴     | ۱۳۸۵/۱۲/۲۸ |       |
| ۲۳۰  | تپه چم کبود                     |                | اشکانی                                               | بخش مرکزی، دهستان کوهدشت شمالی، روستای چم کبود                                        | ۱۸۸۴۰     | ۱۳۸۵/۱۲/۲۸ |       |
| ۲۳۱  | تپه شیرقلی                      |                | تاریخی ـ قرون اولیه اسلامی                           | بخش مرکزی، دهستان کوهدشت جنوبی، ۱۰۰ م شمال روستای کل گاورا                            | ۱۸۸۴۱     | ۱۳۸۵/۱۲/۲۸ |       |
| ۲۳۲  | مجموعه مرخری                    |                | هزاره ۵ ق‌م ـ هزاره اول ق‌م ـ اشکانی                   | بخش مرکزی، دهستان گل گل، ۳/۲ کیلومتری جنوب غربی روستای میشنان                         | ۱۸۸۴۲     | ۱۳۸۵/۱۲/۲۸ |       |
| ۲۳۳  | تپه صحرا ۴                      |                | ساسانی                                               | بخش طرهان، ۱/۳ کیلومتری جنوب شهر گراب                                                 | ۱۸۸۴۳     | ۱۳۸۵/۱۲/۲۸ |       |
| ۲۳۴  | تپه چیا دیمه                    |                | تاریخی ـ قرون میانه اسلامی                           | بخش طرهان، دهستان طرهان، ۱۰۰ م جنوب شرق روستای دمروستان                               | ۱۸۸۴۴     | ۱۳۸۵/۱۲/۲۸ |       |
| ۲۳۵  | تپه دو چیائون                   |                | تاریخی                                               | بخش طرهان، دهستان طرهان، ۱۰۰ م جنوب غرب روستای دمروستان                               | ۱۸۸۴۵     | ۱۳۸۵/۱۲/۲۸ |       |
| ۲۳۶  | تپه مله                         |                | هزاره اول ق‌م                                         | بخش مرکزی، دهستان گل گل، ۵۰ م شمال شرق روستای بره انار                                | ۱۸۸۴۶     | ۱۳۸۵/۱۲/۲۸ |       |
| ۲۳۷  | تپه قلعه قلالالون               |                | تاریخی                                               | بخش طرهان، دهستان طرهان، ۴۰۰ م شمال غرب روستای سیاه پله علیا                          | ۱۸۸۴۷     | ۱۳۸۵/۱۲/۲۸ |       |
| ۲۳۸  | تپه سیاه‌پله                     |                | تاریخی ـ قرون میانه اسلامی                           | بخش طرهان، دو کیلومتری جنوب غرب روستای سیاه پله                                       | ۱۸۸۴۸     | ۱۳۸۵/۱۲/۲۸ |       |
| ۲۳۹  | تپه قور بچون                    |                | تاریخی                                               | بخش طرهان، دهستان طرهان، ۱۰۰ م جنوب غرب روستای دمروستان                               | ۱۸۸۴۹     | ۱۳۸۵/۱۲/۲۸ |       |
| ۲۴۰  | تپه سر گچ                       |                | اشکانی ـ ساسانی                                      | بخش طرهان، دهستان طرهان، کیلومتری ۴ جاده خاکی روستای حسین‌آباد به روستای سیاه پله      | ۱۸۸۵۱     | ۱۳۸۵/۱۲/۲۸ |       |
| ۲۴۱  | تپه گل گاورا                    |                | اشکانی                                               | بخش مرکزی، دهستان کوهدشت جنوبی، روستای کل گاورا                                       | ۱۸۸۵۸     | ۱۳۸۵/۱۲/۲۸ |       |
| ۲۴۲  | تپه چهار قلا                    |                | تاریخی                                               | بخش مرکزی، دهستان کوهدشت شمالی، جنوب شرق روستای چهار قلا علیا                         | ۱۸۸۶۰     | ۱۳۸۵/۱۲/۲۸ |       |
| ۲۴۳  | تپه قلاته                       |                | تاریخی                                               | بخش مرکزی، دهستان کوهدشت جنوبی، غرب روستای تنگ قلا                                    | ۱۸۸۶۷     | ۱۳۸۵/۱۲/۲۸ |       |
| ۲۴۴  | تپه داربره                      |                | هزاره اول ق‌م ـ اشکانی                                | بخش مرکزی، دهستان گل گل، شرق روستای هفت چشمه                                          | ۱۸۸۶۸     | ۱۳۸۵/۱۲/۲۸ |       |
| ۲۴۵  | تپه آب برده                     |                | اشکانی                                               | بخش مرکزی، دهستان کوهدشت شمالی، ۱/۳ کیلومتری جنوب شرق روستای چم کبود                  | ۱۸۸۶۹     | ۱۳۸۵/۱۲/۲۸ |       |
| ۲۴۶  | تپه کمربله                      |                | تاریخی                                               | بخش مرکزی، دهستان گل گل، روستای کمربله                                                | ۱۸۸۷۰     | ۱۳۸۵/۱۲/۲۸ |       |
| ۲۴۷  | پناهگاه صخره‌ای مرنازار          |                | پارینه سنگی                                          | بخش مرکزی، دهستان کوهدشت شمالی روستای آبچی کوردشت                                     | ۲۱۳۳۴     | ۱۳۸۶/۱۲/۰۷ |       |
| ۲۴۸  | پناهگاه صخره‌ای گندابه ۲         |                | پارینه سنگی                                          | بخش مرکزی، دهستان گل گل، روستای گندابه                                                | ۲۱۳۳۵     | ۱۳۸۶/۱۲/۰۷ |       |
| ۲۴۹  | پناهگاه صخره‌ای پلکونه ۱         |                | پارینه سنگی                                          | بخش مرکزی، دهستان گل گل، روستای ناوه شیرآوند                                          | ۲۱۳۳۶     | ۱۳۸۶/۱۲/۰۷ |       |
| ۲۵۰  | پناهگاه صخره‌ای ورزرد            |                | پارینه سنگی                                          | بخش مرکزی، دهستان کوهدشت جنوبی، روستای خوشناموند                                      | ۲۱۳۳۷     | ۱۳۸۶/۱۲/۰۷ |       |
| ۲۵۱  | پناهگاه صخره‌ای پلکونه ۴         |                | پارینه سنگی                                          | بخش مرکزی، دهستان گل گل، روستای گندابه شیراوند                                        | ۲۱۳۳۸     | ۱۳۸۶/۱۲/۰۷ |       |
| ۲۵۲  | پناهگاه صخره‌ای تنگ تاوی         |                | پارینه سنگی                                          | بخش مرکزی، دهستان گل لگ، روستای بره سید احمد                                          | ۲۱۳۵۲     | ۱۳۸۶/۱۲/۰۷ |       |
| ۲۵۳  | پناهگاه صخره‌ای گندابه ۱         |                | پارینه سنگی                                          | بخش مرکزی، دهستان گل گل، روستای گندابه                                                | ۲۱۳۵۳     | ۱۳۸۶/۱۲/۰۷ |       |
| ۲۵۴  | پناهگاه صخره‌ای درون زرد         |                | پارینه سنگی                                          | بخش مرکزی، دهستان گل گل، روستای فرخ‌آباد                                               | ۲۱۳۵۴     | ۱۳۸۶/۱۲/۰۷ |       |
| ۲۵۵  | پناهگاه صخره‌ای قلا پشته ۱       |                | پارینه سنگی                                          | بخش مرکزی، دهستان گل گل، روستای ناوه شیرآوند                                          | ۲۱۳۵۵     | ۱۳۸۶/۱۲/۰۷ |       |
| ۲۵۶  | پناهگاه صخره‌ای قلا پشته ۲       |                | پارینه سنگی                                          | بخش مرکزی، دهستان گل گل، روستای ناوه شیرآوند                                          | ۲۱۳۵۶     | ۱۳۸۶/۱۲/۰۷ |       |
| ۲۵۷  | پناهگاه صخره‌ای سرنجی            |                | پارینه سنگی                                          | بخش مرکزی، دهستان گل گل، روستای بهر سیداحمد                                           | ۲۱۳۵۷     | ۱۳۸۶/۱۲/۰۷ |       |
| ۲۵۸  | پناهگاه صخره‌ای دره قلا جوقه     |                | پارینه سنگی                                          | بخش مرکزی، دهستان گل گل، روستای بره کلک                                               | ۲۱۳۵۸     | ۱۳۸۶/۱۲/۰۷ |       |
| ۲۵۹  | پناهگاه صخره‌ای پلکونه ۳         |                | پارینه سنگی                                          | بخش مرکزی، دهستان گل گل، روستای گندابه                                                | ۲۱۳۵۹     | ۱۳۸۶/۱۲/۰۷ |       |
| ۲۶۰  | غار درمر برآفتاب                |                | پارینه سنگی                                          | بخش مرکزی، دهستان کوهدشت جنوبی، روستای خوشناموند                                      | ۲۱۳۶۰     | ۱۳۸۶/۱۲/۰۷ |       |
| ۲۶۱  | پناهگاه صخره‌ای چوکله            |                | پارینه سنگی                                          | بخش مرکزی، دهستان کوهدشت جنوبی، روستای خوشناموند                                      | ۲۱۳۶۱     | ۱۳۸۶/۱۲/۰۷ |       |
| ۲۶۲  | غار درمره ۳                     |                | پارینه سنگی                                          | بخش مرکزی، دهستان گل گل، روستای بره سید احمد                                          | ۲۱۳۶۲     | ۱۳۸۶/۱۲/۰۷ |       |
| ۲۶۳  | پناهگاه صخره‌ای درمر برآفتاب     |                | پارینه سنگی                                          | بخش مرکزی، دهستان کوهدشت جنوبی، روستای خوشناموند                                      | ۲۱۳۶۳     | ۱۳۸۶/۱۲/۰۷ |       |
| ۲۶۴  | پناهگاه صخره‌ای دره هوله         |                | پارینه سنگی                                          | بخش مرکزی، دهستان گل گل، روستای بره کلک                                               | ۲۱۳۶۴     | ۱۳۸۶/۱۲/۰۷ |       |
| ۲۶۵  | پناهگاه صخره‌ای پلکونه ۲         |                | پارینه سنگی                                          | بخش مرکزی، دهستان گل گل، روستای ناوه چنگیزی                                           | ۲۱۳۶۵     | ۱۳۸۶/۱۲/۰۷ |       |
| ۲۶۶  | پناهگاه صخره‌ای درون کل ۱        |                | پارینه سنگی                                          | بخش مرکزی، دهستان گل گل، روستای بره کلک                                               | ۲۱۳۶۶     | ۱۳۸۶/۱۲/۰۷ |       |
| ۲۶۷  | غار درمره ۱                     |                | پارینه سنگی                                          | بخش مرکزی، دهستان گل گل، روستای بره سید احمد                                          | ۲۱۳۶۷     | ۱۳۸۶/۱۲/۰۷ |       |
| ۲۶۸  | غار قلا پشته                    |                | پارینه سنگی                                          | بخش مرکزی، دهستان گل گل، روستای ناوه چنگیزی                                           | ۲۱۳۶۸     | ۱۳۸۶/۱۲/۰۷ |       |
| ۲۶۹  | پناهگاه صخره‌ای بردبل            |                | پارینه سنگی                                          | بخش مرکزی، دهستان کوهدشت جنوبی، روستای خوشناموند                                      | ۲۱۳۶۹     | ۱۳۸۶/۱۲/۰۷ |       |
| ۲۷۰  | پناهگاه صخره‌ای درون کل ۲        |                | پارینه سنگی                                          | بخش مرکزی، دهستان گل گل، روستای بره کلک                                               | ۲۱۳۷۰     | ۱۳۸۶/۱۲/۰۷ |       |
| ۲۷۱  | پناهگاه صخره‌ای درمره ۲          |                | پارینه سنگی                                          | بخش مرکزی، دهستان گل گل، روستای بره سید حمد                                           | ۲۲۷۹۱     | ۱۳۸۷/۰۳/۰۷ |       |
| ۲۷۲  | تپه چیا کره کال ۱               |                | تاریخی ـ اسلامی                                      | بخش کونانی، دهستان کونانی، ۱۰ م جنوب چاه آب کرم خدا                                   | ۲۵۲۳۱     | ۱۳۸۷/۱۲/۱۸ |       |
| ۲۷۳  | تپه هوو کوله ن                  |                | تاریخی                                               | بخش کونانی، دهستان کونانی، ۸۰۰ م جنوب روستای حیدرخانی                                 | ۲۵۲۳۲     | ۱۳۸۷/۱۲/۱۸ |       |
| ۲۷۴  | محوطه کله شیر مه قویلون         |                | کالکولتیک ـ مفرغ                                     | بخش کونانی، دهستان کونانی، ۱۰۰ م شمال تنگه اسفندیار خان، دامنه کوه داگله              | ۲۵۲۳۳     | ۱۳۸۷/۱۲/۱۸ |       |
| ۲۷۵  | محوطه کوچک گله له ته تیر        |                | کالکولتیک ـ تاریخی ـ اشکانی                          | بخش کونانی، دهستان کونانی، دو کیلومتری جنوب روستای منار علی عسگر                      | ۲۵۲۳۴     | ۱۳۸۷/۱۲/۱۸ |       |
| ۲۷۶  | محوطه خوادای                    |                | نوسنگی ـ مفرغ ـ آهن                                  | بخش کونانی، دهستان کونانی، ۱/۵ کیلومتری جنوب شرق روستای منار علی عسگر                 | ۲۵۲۳۵     | ۱۳۸۷/۱۲/۱۸ |       |
| ۲۷۷  | تپه چیا کره کال ۲               |                | کالکولتیک ـ تاریخی                                   | بخش کونانی، ۵۰۰ م شمال شرقی سوله ورزشی شهر کونانی                                     | ۲۵۲۳۶     | ۱۳۸۷/۱۲/۱۸ |       |
| ۲۷۸  | محوطه مته مه ۲                  |                | تاریخی ـ قرون میانه اسلامی                           | بخش کونانی، دهستان کونانی، جنوب شرق باغ الهیار خان منصوری، غرب باغ هرمز منصوری        | ۲۵۲۳۷     | ۱۳۸۷/۱۲/۱۸ |       |
| ۲۷۹  | تپه چیا حسننی                   |                | کالکولتیک ـ برنز ـ آهن                               | بخش کونانی، دهستان کونانی، ۸۰۰ م جنوب روستای حیدرخانی، ۳۰۰ م جنوب باغ مولا مراد بهاری | ۲۵۲۳۸     | ۱۳۸۷/۱۲/۱۸ |       |
| ۲۸۰  | تپه چیا پاچه خیارون             |                | نوسنگی ـ مفرغ ـ تاریخی                               | بخش کونانی، دهستان کونانی، ۲۰۰م جنوب تنگه‌ای درکوه خیارون                              | ۲۵۲۳۹     | ۱۳۸۷/۱۲/۱۸ |       |
| ۲۸۱  | محوطه مته مه ۱                  |                | تاریخی                                               | بخش کونانی، شهر کونانی، غرب مسجد النبی کونانی                                         | ۲۵۲۴۰     | ۱۳۸۷/۱۲/۱۸ |       |
| ۲۸۲  | محوطه سه فوری                   |                | کالکولتیک ـ مفرغ ـ آهن                               | بخش کونانی، دهستان کونانی، دو کیلومتری جنوب غربی روستای بساط بگی                      | ۲۵۲۴۱     | ۱۳۸۷/۱۲/۱۸ |       |
| ۲۸۳  | محوطه قویله                     |                | نوسنگی ـ کالکولتیک ـ مفرغ ـ تاریخی                   | بخش کونانی، دهستان کونانی، یک کیلومتری جنوب روستای حیدرخانی، دامنه غربی مادیان کوه    | ۲۵۲۴۲     | ۱۳۸۷/۱۲/۱۸ |       |
| ۲۸۴  | محوطه هزار مه نی                |                | تاریخی ـ قرون میانه اسلامی                           | بخش کونانی، دهستان کونانی، ۳۰۰ م جنوب شرق اداره جهاد کشاورزی                          | ۲۵۲۸۴     | ۱۳۸۷/۱۲/۱۸ |       |
| ۲۸۵  | تپه مه خونی                     |                | تاریخی                                               | بخش کونانی، ۳۰۰ م شمال شرق چاه آب خسرو کونانی کاکه م زن، ۹۰۰ م شمال شهر کونانی        | ۲۵۲۸۵     | ۱۳۸۷/۱۲/۱۸ |       |
| ۲۸۶  | محوطه سفر خونی                  |                | نوسنگی ـ هزاره ۴ ق‌م ـ تاریخی ـ قرون اولیه اسلامی     | بخش کونانی، دهستان کونانی، شمال دبیرستان امام خمیمنی، سپاه پاسداران و بخشداری کونانی  | ۲۵۲۸۶     | ۱۳۸۷/۱۲/۱۸ |       |
| ۲۸۷  | محوطه ملک حاتمی                 |                | آهن ـ تاریخی                                         | بخش کونانی، دهستان کونانی، روستای حیدرخانی، ۱۰۰ م شمال باغ عبدالله فرزند وله کاکمزن   | ۲۵۲۸۷     | ۱۳۸۷/۱۲/۱۸ |       |
| ۲۸۸  | تپه چیا گرده له مافی            |                | کالکولتیک ـ تاریخی                                   | بخش کونانی، دهستان کونانی، ۴۰۰ م شمال سوله ورزشی شهر کونانی                           | ۲۵۲۸۸     | ۱۳۸۷/۱۲/۱۸ |       |
| ۲۸۹  | تپه چیا کوچکینه                 |                | مفرغ ـ تاریخی                                        | بخش کونانی، ۲۰ م شمال شرقی چاه آب سهراب رستمی، ۶۰۰ م شمال شرق قبرستان فعلی کاکه م زن  | ۲۵۲۸۹     | ۱۳۸۷/۱۲/۱۸ |       |
| ۲۹۰  | محوطه جنوب تنگه سفر وه گ خیارون |                | نوسنگی ـ کالکولتیک                                   | بخش کونانی، دهستان کونانی، ۵۰۰ م جنوب تنگه سفر وه گ کوه خیارون                        | ۲۵۲۹۰     | ۱۳۸۷/۱۲/۱۸ |       |
| ۲۹۱  | محوطه جوته لگ                   |                | تاریخی                                               | بخش کونانی، دهستان کونانی، شمال باغ حاج علی همتی                                      | ۲۵۲۹۲     | ۱۳۸۷/۱۲/۱۸ |       |
| ۲۹۲  | تپه خونکه مرده                  |                | مس و سنگ                                             | بخش طرهان، دهستان طرهان، ۲۰۰۰ م جنوب غرب روستای اولاد نقی‌آباد                         | ۲۵۸۶۶     | ۱۳۸۷/۱۲/۲۶ |       |
| ۲۹۳  | تپه قلادربن کاو                 |                | اشکانی                                               | بخش طرهان، دهستان طرهان، ۵۵۰ م شمال غرب روستای اولاد نقی آّباد                         | ۲۵۸۶۷     | ۱۳۸۷/۱۲/۲۶ |       |
| ۲۹۴  | تپه شاه عباسی                   |                | مفرغ                                                 | بخش مرکزی، دهستان گل گل، ۳۰۰ م جنوب غرب روستای کمیر مالمیر                            | ۲۵۸۶۸     | ۱۳۸۷/۱۲/۲۶ |       |
| ۲۹۵  | تپه کین آو                      |                | اشکانی ـ ساسانی                                      | بخش مرکزی، دهستان کوهدشت شمالی، ۹۰۰ م شمال روستای سربرزه                              | ۲۵۸۶۹     | ۱۳۸۷/۱۲/۲۶ |       |
| ۲۹۶  | تپه نزه کن                      |                | ساسانی                                               | بخش کونانی، دهستان کونانی، روستای شورابه وسطی ۳                                       | ۲۵۸۹۳     | ۱۳۸۷/۱۲/۲۶ |       |
| ۲۹۷  | گورستان دربن کاو                |                | قرون متاخر اسلامی                                    | بخش طرهان، دهستان طرهان، ۱/۲ کیلومتری شمال غرب روستای اولاد نقی‌آباد                   | ۲۵۸۹۴     | ۱۳۸۷/۱۲/۲۶ |       |
| ۲۹۸  | تپه بلین جاده                   |                | اشکانی ـ ساسانی                                      | بخش کونانی، دهستان کونانی، ۱/۳ کیلومتری غرب روستای کت کن                              | ۲۵۹۰۶     | ۱۳۸۷/۱۲/۲۶ |       |
| ۲۹۹  | تپه برزکل والی۲                 |                | اشکانی ـ ساسانی                                      | بخش کونانی، دهستان کونانی، ۸۰۰ م جنوب غرب روستای خسروآباد                             | ۲۶۱۶۲     | ۱۳۸۷/۱۲/۲۶ |       |
| ۳۰۰  | محوطه پریان مینا                |                | کالکولتیک ـ اشکانی ـ ساسانی                          | شهرستنا کوهدشت، بخش مرکزی، دهستان گل گل، ۳۰۰ م غرب روستای پریان مینا                  | ۲۶۱۶۳     | ۱۳۸۷/۱۲/۲۶ |       |
| ۳۰۱  | تپه قلاعیدی                     |                | اشکانی ـ ساسانی                                      | بخش طرهان، دهستان طرهان، شمال غرب روستای کل سرخ                                       | ۲۶۱۶۴     | ۱۳۸۷/۱۲/۲۶ |       |
| ۳۰۲  | تپه مرده شورخونه                |                | اشکانی ـ ساسانی                                      | بخش مرکزی، دهستان کوهدشت جنوبی، ۱۰۰ م غرب روستای تنگ قلا                              | ۲۶۱۶۵     | ۱۳۸۷/۱۲/۲۶ |       |
| ۳۰۳  | تپه سرده ور                     |                | اشکانی ـ ساسانی                                      | بخش مرکزی، دهستان کوهدشت شمالی، یک کیلومتری شمال روستای سربرزه                        | ۲۶۱۶۶     | ۱۳۸۷/۱۲/۲۶ |       |
| ۳۰۴  | تپه خیره نساری                  |                | اشکانی ـ ساسانی                                      | بخش مرکزی، دهستان کوهدشت شمالی، ۴۵۰ م جنوب شرق روستای جعفرآباد اولاد قباد             | ۲۶۱۶۷     | ۱۳۸۷/۱۲/۲۶ |       |
| ۳۰۵  | تپه قلادز                       |                | اشکانی ـ ساسانی                                      | بخش مرکزی، دهستان کوهدشت شمالی، یک کیلومتری شمال غرب روستای سربرزه                    | ۲۶۱۶۸     | ۱۳۸۷/۱۲/۲۶ |       |
| ۳۰۶  | محوطه دربن کاو ۲                |                | اشکانی                                               | بخش طرهان، دهستان طرهان، یک کیلومتری شمال غرب روستای اولاد نقی‌آباد                    | ۲۶۱۶۹     | ۱۳۸۷/۱۲/۲۶ |       |
| ۳۰۷  | محوطه دربن کاو ۱                |                | اشکانی ـ ساسانی                                      | بخش طرهان، دهستان طرهان، ۱/۳ کیلومتری شمال غرب روستای اولاد نقی‌آباد                   | ۲۶۱۷۰     | ۱۳۸۷/۱۲/۲۶ |       |
| ۳۰۸  | تپه خرمن جا                     |                | کالکولتیک ـ تاریخی قرون ۵ تا ۳ ه‍.ق                    | بخش مرکزی، دهستان گل گل، شمال روستای کمر مالمیر                                       | ۲۶۱۷۱     | ۱۳۸۷/۱۲/۲۶ |       |
| ۳۰۹  | تپه نم بن                       |                | اشکانی ـ ساسانی                                      | بخش مرکزی، دهستان گل گل، شمالغرب روستای کمیر مالمیر                                   | ۲۶۱۷۲     | ۱۳۸۷/۱۲/۲۶ |       |
| ۳۱۰  | تپه برداسپی                     |                | اشکانی ـ ساسانی                                      | بخش مرکزی، دهستان گل گل، ۱۰۰ م جنوب شرق روستای ناو شیراوند                            | ۲۶۱۷۳     | ۱۳۸۷/۱۲/۲۶ |       |
| ۳۱۱  | تپه مراد علی                    |                | اشکانی ـ ساسانی                                      | بخش طرهان، دهستان طرهان، ۶۰۰ م جنوب غرب روستای کل سرخ                                 | ۲۶۱۷۴     | ۱۳۸۷/۱۲/۲۶ |       |